# Yamas

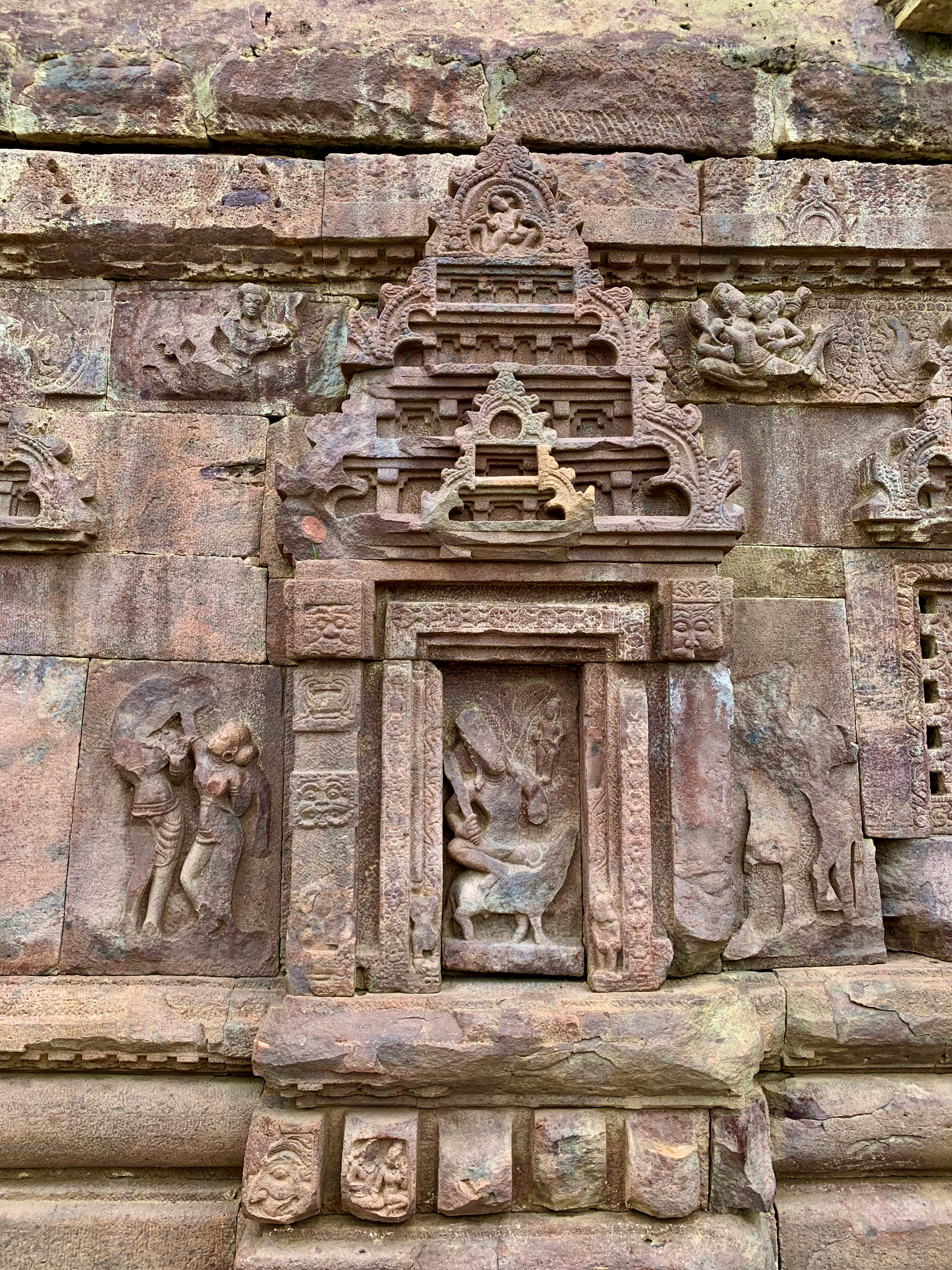
Templo Swarga Brahma, Alampur Navabrahma, Telangana India

Yamas, así como su complemento Niyamas, representan un conjunto de reglas éticas que tienen lugar en la religión del hinduismo y en el Yoga. Son imperativos morales, comandos, reglas o metas. Las cinco Niyamas del sistema yógico clásico de Patañjali, son recomendaciones personales para vivir mejor y en armonía individual y con el entorno.

## Cinco Yamas
Las cinco yamas señaladas por Patañjali en el Yogasūtra 2.30 son:
1. Ahiṃsā (अहिंसा): No violencia, no dañar a otros seres vivos. Quiere decir no violencia, no violencia ni hacia nosotros, en pensamiento, palabra y obra (como diría el catolicismo), ni hacia los demás, el poder manejar la agresividad, sin más agresividad, poder trabajar sobre ella y dominarla para poder saber responder de manera correcta cuando se esté experimentando esa emoción.
2. Satya (सत्य): ser verdadero, no falsedad. Amor a la verdad, es vivir y relacionarse, con el mundo y con uno mismo en todos los sentidos sobre la base de la verdad, a la sinceridad; es poder ser auténticos, únicos, y sin falsedades, o máscaras que oculten la verdadera personalidad y sentimiento de y hacia las cosas. Es poder transmitir y manejar la verdad sin herir.
3. Asteya (अस्तेय): No robar. Libre avaricia, de las ganas de adquirir, de poseer, de tener, a como dé lugar, es también no apropiarse de lo ajeno, no apropiarse de ideas, pensamientos, tiempo de los demás. En el Yoga en la práctica de las Asanas asteya sería no lastimar el cuerpo para poder llegar más a una posición que aún no sale como se quiere, o no tratar de forzar un proceso interno que lleva su tiempo y comprensión realizarlo.
4. Brahmacarya (ब्रह्मचर्य): fidelidad, no estafar a tu compañero. El control al placer sensual, el control y regulación de la energía que causan las apetencias y los placeres, es el cómo se sobrepone la persona ante ese deseo, y no el deseo ante la persona, es poder tomar el control, ser consciente y fluir de manera correcta con ese algo. Es la unión del alma y la acción o el movimiento.
5. Aparigraha (अपरिग्रहः): no avaricia, no posesividad. Es el desapego a todo, personas, cosas, pasado, presente, futuro, acciones, resultados, evolución, emociones, lugares, partes de la personalidad de uno mismo, etcétera. Es poder desprenderse de eso que creemos que somos, y de lo que conforma nuestras vidas; aceptar que nada es permanente, (ni la personalidad) un día se tiene ese algo, otro día no, la vida (y todo lo que la conforma) se mueve, no es estática,  está en constante cambio, en constante renovación, Aparighraha es aceptar ese cambio,

## Diez Yamas
Las diez yamas figuradas por Śāṇḍilya Upanishad, así como por Svātmārāma son:
1. Ahiṃsā (अहिंसा): No violencia.
2. Satya : Sinceridad, veracidad.
3. Asteya (अस्तेय): No robar.
4. Brahmacharya (ब्रह्मचर्य): continencia.
5. Kṣamā(क्षमा): olvido, olvidar.
6. Dhṛti (धृति): fortaleza.
7. Dayā(दया): compasión.
8. Ārjava (आर्जव): No hipocresía, sinceridad.
9. Mitāhāra (मितहार): dieta controlada.
10. Śauca (शौच): pureza, limpieza.

## Nota
Las Yamas están relacionadas con las Niyamasen los textos hindúes de la antigüedad y del medievo. Mientras que las Yamas son las restricciones ("no hagas") de la vida virtuosa, las Niyamas son los cumplimientos o prácticas (los haga).